# HD 202206
HD 202206 (HIP 104903 / SAO 190163) es una estrella de magnitud aparente +8,08 en la constelación de Capricornio.
Visualmente entre φ Capricorni y χ Capricorni, se localiza a sólo 12 minutos de arco de la primera de ellas.
Situada a 151 años luz del sistema solar, se conocen dos compañeras subestelares en órbita alrededor de esta estrella.
HD 202206 es una enana amarilla de tipo espectral G6V y 5750 K de temperatura efectiva.
Aunque sus parámetros se asemejan en gran medida a los del Sol, es una estrella casi idéntica —salvo en su contenido metálico, véase más abajo— a HD 172051, uno de los principales objetivos dentro de la búsqueda de planetas terrestres.
De tamaño semejante al del Sol —su radio es aproximadamente un 8% más grande que el de nuestra estrella—, su masa se estima entre un 4% y un 13% mayor que la masa solar.
Brilla con una luminosidad apenas superior a la del Sol en un 6%.
Al igual que otras estrellas que albergan sistemas planetarios, HD 202206 tiene una elevada metalicidad; ésta puede ser el doble de la del Sol ([Fe/H] = +0,35) y casi 4 veces mayor a la observada en HD 172051.
Sus abundancias de litio y berilio son prácticamente iguales a las del Sol.
Tiene una edad estimada de 2040 millones de años.

## Sistema planetario
HD 202206 b, descubierto en 2002 por variaciones en la velocidad radial de la estrella, es un objeto que tiene una masa mínima 17 veces mayor que la masa de Júpiter. Al superar las 13 masas jovianas —línea divisoria entre planetas y enanas marrones—, entraría dentro de esta última categoría. Se mueve a una distancia media de 0,8 UA de la estrella, completando una órbita cada 256 días.
La órbita es marcadamente excéntrica (ε = 0,44).

El segundo objeto, HD 202206 c, orbita a una distancia de 2,55 UA de la estrella. Tiene una masa 2,44 veces mayor que la de Júpiter —que corresponde a una masa planetaria— y completa una vuelta cada 1383 días. Este planeta está situado en resonancia orbital 5:1 respecto a la enana marrón. Su descubrimiento tuvo lugar en 2004.
| Acompañante (En orden desde la estrella) | Masa (MJ) | Período orbital (días) | Semieje mayor (UA) | Excentricidad |
| ---------------------------------------- | --------- | ---------------------- | ------------------ | ------------- |
| HD 202206 b                              | > 17,4    | 255,87 ± 0,06          | 0,83               | 0,435 ± 0,001 |
| HD 202206 c                              | > 2,44    | 1383,4 ± 18,4          | 2,55               | 0,267 ± 0,021 |